# フロンサックAOC
フロンサックAOC （Fronsac (AOC)）は、ドルドーニュ川右岸に位置し、ボルドーでは最も高価なワイン「シャトー・ペトリュス」を生産するポムロール地区の西側に位置し、7つの村で構成される栽培地域である。
ワインはすべて赤で、「右岸地区」のなかでも最もメルロー種の比率が高い。ワインはポムロールに似るが、やや軽いものが多い。かなり品質の良いものもあり、その割には価格も比較的安く、コスト・パフォーマンスの高いワインがある。

## カノン・フロンサックAOC
フロンサックを構成する7村のうち、フロンサック村とサン＝ミシェル＝ド＝フロンサック村で作られる上級品がカノン・フロンサックである。